# Хрястово (Владимирская область)
Хрястово — деревня в Собинском районе Владимирской области России, входит в состав Воршинского сельского поселения.

## География
Деревня расположена в 3 км на восток от центра поселения села Ворша и в 13 км на северо-восток от райцентра города Собинка, близ автодороги М-7 «Волга».

## История
В конце XIX — начале XX века деревня входила в состав Воршинской волости Владимирского уезда. В 1859 году в деревне числилось 39 дворов, в 1905 году — 61 дворов.
С 1929 года село входило в состав Воршинского сельсовета Собинского района.

## Население
| 1859 | 1905 |
| ---- | ---- |
| 255  | 331  |

| 1859 | 1905 | 1926 | 2002 | 2010 | 2021 |
| ---- | ---- | ---- | ---- | ---- | ---- |
| 255  | ↗331 | ↗355 | ↘104 | ↘74  | ↘47  |